# Walking on the sea
Walking on the sea is een livealbum van Radio Massacre International (RMI). Het is een in eigen beheer uitgegeven cd-r in een reeks van drie. RMI breidde zijn tournees uit met optredens in Finland, nadat eerder al Nederland (E-Live 2003) en de Verenigde Staten (Solid States) waren aangedaan. Op 31 januari 2004 trad RMI op in Tapiola tijdens het Virtaa Arts Festival. De muziek was vooraf niet gecomponeerd , maar werd al improviserend uitgevoerd, opgenomen en uitgezonden via de Finse radio. De titel verwijst naar een dichtgevroren Finse Golf, waardoor de bewoners van Helsinki en de leden van RMI over de zee konden lopen.
De laatste track is opgenomen de dag voordat de band naar Finland vertrok en is een variatiespel op het thema van Vader Jacob. RMI trad hiermee in de voetsporen van onder meer Gustav Mahler, die de melodie opnam in zijn eerste symfonie, 

## Musici
- Steve Dinsdale, Duncan Goddard, Gary Houghton – synthesizers, gitaar, basgitaar

## Muziek
| Nr. | Titel                    | Duur  |
| --- | ------------------------ | ----- |
| 1.  | Walking on the sea (I)   | 26:03 |
| 2.  | Walking on the sea (II)  | 13:10 |
| 3.  | Walking on the sea (III) | 5:11  |
| 4.  | Walking on the sea (IV)  | 11:11 |
| 5.  | Jaquesfold               | 14:48 |